# Palacios del Arzobispo (kommunhuvudort)
Palacios del Arzobispo är en kommunhuvudort i Spanien.   Den ligger i provinsen Provincia de Salamanca och regionen Kastilien och Leon, i den centrala delen av landet, 200 km väster om huvudstaden Madrid. Palacios del Arzobispo ligger 830 meter över havet och antalet invånare är 193.
Terrängen runt Palacios del Arzobispo är platt. Runt Palacios del Arzobispo är det mycket glesbefolkat, med 5 invånare per kvadratkilometer. Närmaste större samhälle är Ledesma, 12,8 km sydväst om Palacios del Arzobispo. Trakten runt Palacios del Arzobispo består till största delen av jordbruksmark.